# Ignacy Kuszela
Ignacy Kuszela (ur. 2 stycznia 1891 w Noworadomsku, zm. 13 marca 1952 we Wrocławiu) – działacz niepodległościowy, oficer Legionów Polskich i Wojska Polskiego.

## Życiorys
Kuszela po raz pierwszy zetknął się z organizacjami niepodległościowymi w 1911 roku W Dąbrowie Górniczej gdzie podjął pracę. Wstąpił do Towarzystwa Gimnastycznego „Sokół”. Podejrzewany o działalność wywrotową został w styczniu 1914 roku aresztowany. Do procesu nie doszło. Pracował w Warszawskim Ziemiańskim Towarzystwie w Sosnowcu jako kasjer i prokurent firmy. Z chwilą wkroczenia Legionów do Królestwa porzucił zajęcie i wstąpił w ich szeregi.
15 sierpnia ochotniczo zgłosił się do Legionów i otrzymał przydział do Polskiej Organizacji Narodowej z zadaniem prowadzenia działalności werbunkowej. Jako kadra batalionu zapasowego por. Andrzeja Galicy przybył do Sławkowa, gdzie w kwietniu 1915 roku ukończył szkołę podoficerską i został mianowany sierżantem. Uczestniczył w formowaniu 4 pułku piechoty i 6 pułku piechoty Legionów Polskich z którym wyruszył na front. Brał udział w walkach nad Styrem na Wołyniu w oddziale karabinów maszynowych pułku. 1 stycznia 1916 roku został przeniesiony do nowo formowanego 2 pułku ułanów LP. Z pułkiem walczył na Wołyniu. W sierpniu 1916 został mianowany chorążym i objął dowództwo oddziału sztabowego pułku. Po powrocie pułku z frontu do Królestwa w kwietniu 1917 roku został mianowany podporucznikiem i oficerem prowiantowym. Po kryzysie przysięgowym znalazł się z pułkiem na Bukowinie. W związku z pokojem brzeskim pułk w lutym 1918 roku został rozwiązany, a ppor. Kuszela był internowany w obozie w Dułowie (węg. Dulfalva) na Zakarpaciu.
Jako podporucznik byłego Polskiego Korpusu Posiłkowego reskryptem Rady Regencyjnej z 31 października 1918 roku został przydzielony do podległego jej Wojska Polskiego z zatwierdzeniem posiadanego stopnia.
Od 6 listopada służył w Wojsku Polskim. Kierował Wojskowymi Zakładami Gospodarczymi w Ostrowcu i Częstochowie; do rezerwy przeszedł na własną prośbę w 1924 roku. W 1922 roku został odznaczony Krzyżem Walecznych. Do wybuchu II wojny światowej pracował w handlu, firmie Nobel i Banku Gospodarstwa Krajowego w Pińsku. W 1946 roku przeniósł się do Wrocławia, gdzie zmarł w 1952 roku.